# Eurípilo (hijo de Evemón)
En la mitología griega, Eurípilo (en griego, Εὐρύπυλος), era hijo de Evemón y Deípile u Opis.
Había sido uno de los pretendientes de Helena y por tanto tuvo que acudir a la guerra de Troya. En ella, formando parte de la coalición de los aqueos, Eurípilo fue uno de los caudillos que dirigió un contingente de cuarenta naves. Su territorio de procedencia incluía las ciudades de Ormenio y Asterio así como la fuente Hiperea y el monte Titano.
Durante la guerra, además de participar en destacados combates relatados en la Ilíada, fue uno de los caudillos que se introdujo en la ciudad dentro del caballo de Troya. Después de la guerra, recibió un arca como regalo, con una imagen de Dioniso. Al verla, Eurípilo se volvió loco, y en vez de navegar de vuelta a su tierra, lo hizo rumbo al golfo de Cirra para consultar al oráculo de Delfos acerca del modo en que podría poner fin a su locura. La respuesta fue que se estableciese en el lugar donde viese que los hombres realizaban un sacrificio extraño. Así, se estableció en Ároe, que era uno de los pequeños pueblos que luego formó la ciudad de Patras. Otra tradición señalaba, en cambio, que los barcos de Eurípilo en el regreso de Troya fueron a parar a Libia, al igual que los de otros caudillos tesalios como Guneo y Prótoo.